# Virginie Tournay
Virginie Tournay, née le 26 juillet 1975 à Clichy, est une chercheuse française, directrice de recherche au Centre national de la recherche scientifique (CNRS).
Elle est également politologue, chroniqueuse et écrivain.

## Biographie

### Famille et formation
Virginie Jacqueline Françoise Tournay naît le 26 juillet 1975 à Clichy dans le département des Hauts-de-Seine du mariage de Jean-Claude Tournay, analyste en informatique et de Claude Favoro, secrétaire.
Après des études secondaires au collège et lycée Le Bon Sauveur à Chatou (Yvelines), elle poursuit des études supérieures à l'université Pierre-et-Marie-Curie (Paris VI) où elle obtient une maîtrise de biologie cellulaire et physiologie, à l'université Paris-Descartes (Paris V) où elle obtient une maîtrise de sociologie et un diplôme d'études approfondies (DEA) de la cellule normale et pathologique, et à l'université Panthéon-Sorbonne (Paris I) où elle obtient un doctorat de science politique et un DEA de communication, technologies et pouvoir.

### Carrière
En 2005-2006, Virginie Tournay est chercheuse post-doctorale à l'université McGill au Canada. À son retour en France en 2006, elle entre au Centre national de la recherche scientifique (CNRS) où elle est chargée de recherche. En 2006, elle est affectée à l'Institut d'études politiques de Grenoble, puis en 2013 au Centre de recherches politiques de Sciences Po (Cevipof) où elle est l'un des 25 « chercheurs permanents » en 2021 où elle est directrice de recherche.

## Travaux et prises de position
De 2007 à 2009, elle est membre du comité opérationnel d'éthique du CNRS, puis de 2009 à 2013, membre du comité scientifique du Haut Conseil des biotechnologies. Depuis 2009, elle est membre de l'Association française de science politique et depuis 2011, de l'Association internationale de science politique.
À l'Assemblée nationale, elle est en 2014-2015 l'un des 24 membres du Groupe de travail sur l'avenir des institutions et depuis 2015, membre du comité scientifique de l’Office parlementaire d'évaluation des choix scientifiques et technologiques (OPECST).
Elle est à l'initiative de la tribune La culture scientifique est à reconquérir, initialement publiée sur son blog du HuffPost en février 2018. La tribune, regroupant une soixantaine de signataires dont certains prestigieux, est selon les journalistes Stéphane Foucart, Stéphane Horel et Sylvain Laurens, « un plaidoyer pour les biotechnologies et une attaque en règle du « populisme précautionniste » selon une formule qu'elle emprunte au sociologue Gérald Bronner : le principe de précaution, inscrit dans la constitution, ne doit pas être une résistance au changement. Elle plaide pour une  meilleure prise en compte de l'expertise scientifique dans les processus de décision politique, avec la création d’une « structure de médiation qui assisterait les médias sur des sujets controversés ». Elle réitère sa proposition lors des 50 ans de l'AFIS, dont elle membre, en postulant que « Le problème, c’est que la guerre politique n’est pas une guerre pour la vérité, elle est une guerre d’opinion. [...] Il faut rebattre les cartes de telle sorte que les politiques aient les moyens institutionnels de s’opposer aux pratiques d’intimidation des minorités antiprogressistes. »
En 2020, elle est recrutée parmi un groupe de dix auteurs de science-fiction chargés de faire de la prospective pour le ministère des Armées, en imaginant « les futures crises géopolitiques et ruptures technologiques impliquant les militaires », afin de défendre la « souveraineté de la France »,.

## Publications

### Ouvrages scientifiques
- Virginie Tournay, La gouvernance des innovations médicales, P.U.F, 2015 (ISBN 978-2-13-063998-5 et 2-13-063998-4, OCLC 907647976, lire en ligne)
- Virginie Tournay, Vie et mort des agencements sociaux. De l'origine des institutions, P.U.F, 2009 (ISBN 978-2-13057-912-0, 2-13057-912-4 et 978-2-13064-136-0, OCLC 1225109741, lire en ligne)[12]
- Virginie Tournay, Leibing, Annette. et Canadian Electronic Library, Les technologies de l'espoir : la fabrique d'une histoire à accomplir, Presses de l'Université Laval, 2011) (ISBN 978-2-76370-995-6 et 2-76370-995-8, OCLC 698431335, lire en ligne)[13]
- Virginie Tournay, Sociologie des institutions, Presses universitaires de France, 2011 (ISBN 978-2-13058-556-5 et 2-13058-556-6, OCLC 741724327, lire en ligne)[14]
- Virginie Tournay, S'il te plaît, dessine-moi une institution, Éd. Glyphe, dl 2012 (ISBN 978-2-35815-068-2 et 2-35815-068-1, OCLC 793479211, lire en ligne), Glyphe, 2012[15].
- Virginie Tournay, Penser le changement institutionnel essai sur la logique évolutionnaire, Presses universitaires de France, impr. 2013, cop. 2014 (ISBN 978-2-13059-449-9 et 2-13059-449-2, OCLC 870440146, lire en ligne)[16]

### Roman
- Virginie Tournay, Civilisation 0.0 : roman (ISBN 978-2-35285-114-1 et 2-35285-114-9, OCLC 1126272969, lire en ligne)

### Chroniques
Virginie Tournay tient la chronique « Questions de confiance » dans le mensuel Pour la science où elle analyse les liens entre l'expertise scientifique et la décision publique.

## Distinctions
Virginie Tournay est titulaire de la médaille de bronze du CNRS en 2011 et du prix Science et Laïcité du Comité Laïcité République en 2019